# Anthonij van Roon

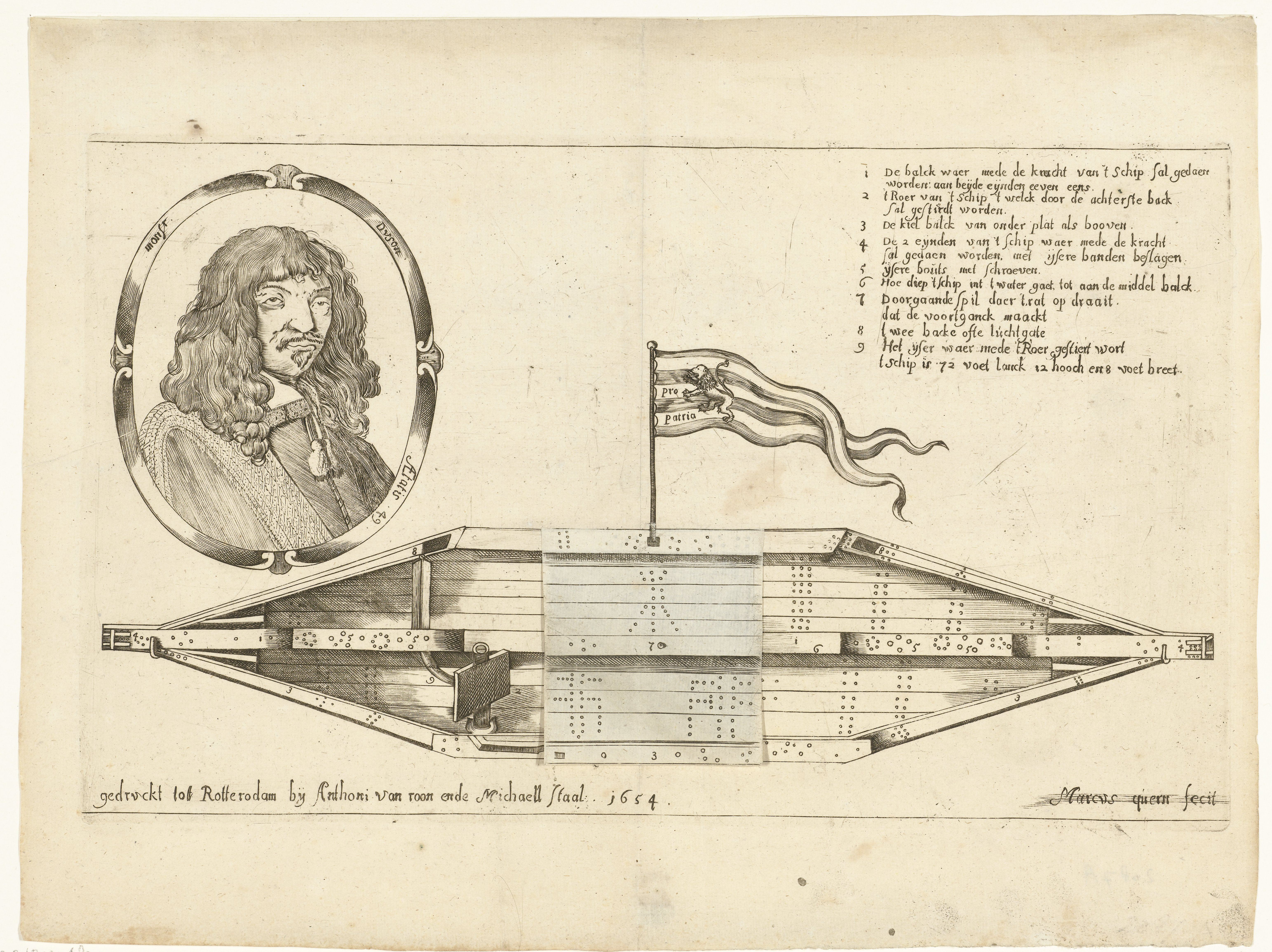
Het malle schip van Rotterdam, gedrukt door Anthonij van Roon in 1653

Anthonij van Roon (begraven Rotterdam, 17 februari 1664) was een Nederlands boekverkoper, boekdrukker en boekbinder uit Rotterdam. Hij drukte onder andere 'Het Malle Schip van Rotterdam, 1653', en verkocht 'Anno Regni Caroli' en 'de Mediterende Duyf'. Hij trad op 7 augustus 1650 in Zierikzee in het huwelijk met Anna Schaep. Hij is begraven in Rotterdam op 17 februari 1664.